# Ziferblat
Ziferblat är en ukrainsk musikgrupp som grundades 2015. Gruppen består av sångaren Daniil Leshchynskyi, hans bror gitarristen Valentyn Leshchynskyi och trummisen Fedir Hodakov. De representerade Ukraina i finalen av Eurovision Song Contest 2025 med låten "Bird of Pray" som slutade på en nionde plats.